# Télétoon (Canada)
Pour la chaîne canadienne anglophone anciennement nommée Teletoon, voir Cartoon Network (Canada).
Pour les articles homonymes, voir Télétoon.
 (août 2011).
Si vous disposez d'ouvrages ou d'articles de référence ou si vous connaissez des sites web de qualité traitant du thème abordé ici, merci de compléter l'article en donnant les références utiles à sa vérifiabilité et en les liant à la section « Notes et références ».
Télétoon, (stylisé en capitales et majuscules), est une chaîne de télévision spécialisée québécoise appartenant à Corus Entertainment. Elle diffuse des dessins animés, des jeux télévisés et parfois des films. Télétoon ne diffuse aucune publicité commerciale entre 10 h et 15 h en raison de sa licence d'exploitation. La chaîne a été lancée le 8 septembre 1997, tandis que son vis-à-vis en langue anglaise, Teletoon, est apparu le 17 octobre 1997, et est devenu Cartoon Network en 2023.

## Histoire
Le consortium formé par The Family Channel (53,3 %), YTV Canada (26,7 %), Cinar Films (10 %) et Nelvana (10 %) a obtenu, en septembre 1996, une licence auprès du CRTC pour les services Télétoon en français et en anglais. La chaîne francophone est entrée en ondes le 8 septembre 1997. En août 2001, Corus Entertainment détient 40 % (via YTV et Nelvana), Astral Média 40 % et Cinar 20 %, mais les parts de Cinar ont vite été rachetées par Astral et Corus.
Avant 2002, aucune publicité conçue pour vendre des produits n'étaient diffusées durant les pauses ; seulement des avis publicitaires pour annoncer les émissions et leurs horaires. Cependant, depuis l’automne 2002, les publicités commerciales sont autorisées grâce à la nouvelle licence attribuée par le Conseil de la radiodiffusion et des télécommunications canadiennes (CRTC)[réf. nécessaire]
Le 5 février 2007, l'image corporative de Télétoon a changé, autant à l'antenne qu'en ligne.
Le 2 février 2012, Télétoon annonce qu'elle ajoutera la chaîne anglophone Cartoon Network/Adult Swim pour l'automne, alors qu'un bloc de programmation en français Cartoon Network sera ajouté à la grille régulière de Télétoon francophone.
Le 16 mars 2012, Bell Canada (BCE) annonce son intention de faire l'acquisition d'Astral Média. incluant ses parts dans Télétoon, pour 3,38 milliards de dollars. La transaction a été refusée par le CRTC. Bell Canada a alors déposé une nouvelle demande et annonce le 4 mars 2013 qu'elle vend ses parts dans Historia, Séries+ et Télétoon à Corus Entertainment, alors que Shaw Media vendra aussi ses parts dans les deux chaînes à Corus, devenant seul propriétaire, sous approbation du CRTC.
Le 27 juin 2013, le CRTC approuve la demande d'acquisition d'Astral par Bell. Historia, Séries+ et Télétoon sont donc vendus à Corus, dont la transaction a été approuvé le 20 décembre 2013, et complété le 1er janvier 2014.
Le 24 mars 2014, la chaîne est lancée en haute définition aux abonnés de Cogeco.
En 2023, Corus renomme Teletoon anglophone en Cartoon Network, mais conserve le nom Télétoon dans le marché francophone.
À l'automne 2025, Télétoon n'a plus les droits sur la série Les Simpson, et devaient aussi assumer les coûts de doublage québécois qui s'arrête à la 35e saison.
- Si vous ne connaissez pas le sujet, laissez ce bandeau (vous pouvez alors contacter les auteurs).
- Si vous supprimez le contenu mis en cause (vous pouvez préalablement contacter les auteurs),

argumentez précisément cette suppression dans la page de discussion
(un manque de référence n'est pas un argument ; une recherche réelle de référence doit avoir été effectuée, être formellement documentée).

## Productions

### Productions originales
Télétoon développe des productions originales dans de nombreux pays, notamment, au Canada telles que :
- 3 et Moi
- Bakugan Battle Brawlers
- Carl au carré
- Ce Cher Ed
- Futz!
- GeoFreakZ
- George de la jungle
- Grabujband
- Hot Wheels Battle Force 5
- Iggy Arbuckle
- Inspecteur Gadget
- Jimmy l'intrépide
- Johnny Test
- MetaJets (en)
- Les Singestronautes
- Skatoony
- SpieZ ! Nouvelle Génération
- Totally Spies!
- Wayside
- Les Zybrides

## Blocs de programmation

### Le Cinéma Télétoon
Le Cinéma Télétoon (anciennement connu sous le nom de Cinétoon et ensuite Télétoon Présente) est un bloc de films diffusé le samedi entre 16 h et 18 h en rappel le dimanche entre 10 h et 12 h. Ce bloc diffuse souvent des téléfilms, des films d’animation incluant les vidéofilms de Scooby-Doo et parfois des films non animés inspirés de dessins animés mais montre notamment des films.

### Les vendredis superhéros
Tous les vendredis soirs entre 19 h et 21 h, la chaîne diffuse un bloc de programmation appelé Les vendredis superhéros, qui met en scène des superhéros comme Batman.
- Lego Nexo Knights
- Lego Ninjago
- Marvel Avengers Rassemblement
- Teen Titans Go!
- Les Tortues Ninja
- Ultimate Spider-Man

### Vive les matins de la semaine!
Tous les matins du lundi au vendredi de 6 h jusqu'à 12 h, Télétoon diffuse un bloc de programmation appelé « Vive les matins de la semaine! » qui remplace « Vive les samedis! ». Ce bloc de programmation diffuse des émissions comme Toon Marty, Pokémon, Bugs et les Looney Tunes, Frankie et les ZhuZhu Pets, Les Fous du volant, Ben 10, Teen Titans Go!, Mysticons et plusieurs autres.

### Retour de l'école
Tous les jours de la semaine de 15 h à 18 h, Télétoon diffuse un bloc de programmation appelé « Retour à l'école ». Ce bloc diffuse des nouveaux épisodes des très populaires séries originales voire internationales comme Pokémon, Ben 10, Les Fous du volant, Hôtel Transylvanie, la série, Pète le vœu et plusieurs autres.

### Vive les week-ends!
Tous les matins les samedis et dimanches de 6 h jusqu'à 12 h, Télétoon diffuse un bloc de programmation appelé « Vive les week-ends! » qui fonctionne sous la même variante que « Vive les matins de la semaine! ». Ce bloc de programmation diffuse des émissions comme Ben 10, Les Mini-Tuques, Winston et Dudley Ding Dong, Chop Chop Ninja, Les Aventures de Tom et Jerry, Hôtel Transylvanie, la série, Cupcake et Dino : Services en tout genre, Unikitty! et plusieurs autres.

### Télétoon la nuit
La chaîne n'est pas uniquement destinée à la jeunesse, puisqu'elle offre également des émissions destinées aux adolescents dans le cadre d'une grille de programmes intitulée Télétoon la nuit, le soir entre 20 h et 3 h, un bloc créé pour un auditoire d’adultes et d’adolescents lancé à l’automne 2002. On peut notamment y trouver les séries suivantes :
- American Dad
- Archer
- Family Guy
- Red Ketchup
- PSI Cops: Escouade paranormale
- Les Simpson
- Le Télétoon Show

## Anciens blocs de programmation

### Blocs originaux
En 1997, Télétoon a choisi de donner un style d'animation différent à chaque bloc. Chaque bloc était représenté par des planètes :
- Animation en pâte à modeler pour le bloc Pré-scolaire (4 h à 15 h)
- Animation traditionnelle pour le bloc Enfants (15 h à 18 h)
- Animation en collage pour le bloc Famille (18 h à 21 h)
- Animation en papier mâché pour le bloc Adulte. (21 h à 4 h)

## Identité visuelle

Logo de Télétoon de 1997 à 2007. Au départ, le logo n'avait pas de bordure rouge et celle-ci était parfois bleue, vert pâle ou orange plutôt que rouge.
Logo de Télétoon de 2007 à 2011.
Logo actuel.

## Slogans
- « Profitez de l'enfance ! » (1999-2001)
- « Imagine ! » (2001-en cours)